# Мордор (Харон)
Пятно Мордор (или макула Мордор) (англ. Mordor Macula, английское произношение: [ˈmɔrdɔr 'm aekjʊlə]) — неофициальное название большой красной области диаметром около 475 км на северном полюсе Харона, крупнейшего спутника Плутона. Название ему дали сотрудники НАСА, сопровождающие миссию аппарата «Новые горизонты», в честь земли Мордор из легендариума Толкина (которая упоминается, в частности, во «Властелине колец» и «Сильмариллионе»).

## Происхождение
Происхождение пятна неизвестно. Это может быть отложением замёрзших газов, которые утекли из атмосферы Плутона, или большим ударным кратером, или и тем и другим одновременно. Основная гипотеза состоит в том, что азот и метан, которые утекали из атмосферы Плутона, осаждались на холодных полюсах Харона, после чего под воздействием рассеянного ультрафиолетового излучения превращались в толины. Если эта гипотеза верна, то похожее красное пятно должно существовать и на южном полюсе Харона.

## Галерея
Пятно Мордор